# Les Méchants ninjas
Les Méchants ninjas (Naughty Ninjas en VO) est le septième épisode de la dix-neuvième saison de la série d'animation américaine South Park et le 264e de la série. Il est diffusé pour la première fois le 11 novembre 2015 sur Comedy Central. L'épisode traite de politiquement correct, une thématique centrale de cette saison, et des violences policières.

## Résumé
La police est appelée en urgence à l'école de South Park, mais en réalité, le Principal PC les a fait venir pour arrêter une élève, Leslie, qui osait encore bavarder pendant un de ses discours. Il la désigne avec un pointeur laser, et se tourne accidentellement vers l'officier Barbrady, qui croit qu'un tireur le vise et ouvre le feu. La balle touche un élève latino-américain au bras, entraînant la maire McDaniels à démettre Barbrady de ses fonctions sur-le-champ pour avoir blessé un enfant et une minorité.
Le quartier moderne SoDoSoPa est désormais abandonné et envahi de sans-abris, qui se montrent agressifs envers les McCormick et leurs enfants. Stuart appelle la police pour qu'ils les fassent partir, mais l'inspecteur Yates et ses hommes refusent d'intervenir, ayant peur de perdre leur emploi après ce qui est arrivé à Barbrady.
Les habitants de South Park commencent cependant à se montrer hostiles envers les forces de l'ordre, refusant de les servir dans les bars, vandalisant leurs véhicules et leur adressant des gestes obscènes. Yates et ses collègues décident en réponse de ne plus faire leur travail de protection et de se mettre à la danse hawaïenne.
Plus tard, Kenny et Token convertissent un des bâtiments inoccupés de SoDoSoPa comme base pour jouer aux ninjas. Il s'avère qu'ils font peur aux gens avec leur déguisement, et de plus en plus d'enfants se joignent à eux pour faire de même. Les sans-abris effrayés finissent par se déplacer dans le quartier du Whole Foods Market, ce qui agace rapidement les habitants. Ils se rendent au commissariat, mais les policiers se moquent de leur respect retrouvé, et exécutent une danse hawaïenne pendant qu'ils implorent leur aide. 
En réalité, les jeunes ninjas effrayent tout le monde car leur tenue est confondue avec celle des islamistes de Daech. La télévision va même jusqu'à dire que des membres de l'organisation se sont installés à South Park. Un représentant de l'État islamique contacte les enfants, qui croient avoir affaire à de vrais ninjas, pour leur offrir de l'aide matérielle et de l'argent.
La maire, Randy Marsh et d'autres habitants viennent retrouver Barbrady, désormais sans-abri, et lui proposent de récupérer son emploi s'il abat les enfants islamistes de SoDoSoPa, cherchant uniquement à y renvoyer les SDF envahissants. Barbrady hésite, puis accepte. Sur place, il sort son arme mais essaye de parler avec les enfants, tremblant à l'idée de leur tirer dessus. De retour chez lui, Randy apprend de sa femme Sharon que les enfants jouent aux ninjas, et comprend la méprise. Il se précipite à SoDoSoPa et saute sur Barbrady, qui tire accidentellement dans le bras d'un autre enfant, David, lui aussi latino-américain. L'officier est de nouveau viré pour couvrir la maire et les autres, qui refusent d'assumer l'avoir induit en erreur.
Les habitants de South Park autorisent finalement la police à faire preuve de toutes les brutalités permises pour chasser les sans-abri du quartier du Whole Foods Market.
Pendant ce temps, Barbrady est convoqué par un homme en costume noir, qui lui demande si les choses n'ont pas changé récemment dans la ville. Barbrady confirme, et l'inconnu explique que tout cela fait partie d'un plan impliquant la petite Leslie. Il montre d'ailleurs une photo d'elle, en compagnie du Principal PC...